# Stortjärans naturreservat
Stortjärans naturreservat är ett naturreservat i Norrtälje kommun i Stockholms län.
Området är naturskyddat sedan 2016 och är 27 hektar stort. Reservatet består av en tidigare betad glesare skog som nu består av tätare granskog med lövinslag på fuktigare mark och tallskogar på den högre liggande marken. I reservatet finns flera rödlistade och hotade arter t.ex. loppstarr och raggtaggsvamp.